# Маккрейни, Тарелл Элвин
Тарелл Элвин МакКрейни (англ. Tarell Alvin McCraney; 1980) —  американский драматург и сценарист. Председатель Йельской школы драмы с 1 июля 2017 года. 
Автор пьесы «В лунном свете чёрные парни кажутся грустными» (англ. Moonlight Black Boys Look Blue) и соавтор сценария снятого по ней фильма «Лунный свет», за который он получил премию «Оскар»  за лучший адаптированный сценарий.

## Произведения
- Head of Passes
- Choir Boy
- American Trade
- Wig Out!
- трилогия The Brother/Sister Plays
- Without/Sin
- Run, Mourner, Run
- In Moonlight Black Boys Look Blue

## Премии и награды
- 2007: Whiting Award
- 2008: London's Evening Standard Award for Most Promising Playwright
- 2009: New York Times Outstanding Playwright Award for The Brothers Size
- 2009: Steinberg Playwright Award[6]
- 2013: Windham–Campbell Literature Prize[7]
- 2013: Стипендия Мак-Артура
- 2017: Премия Гильдии сценаристов США за лучший оригинальный сценарий
- 2017: Премия «Независимый дух» за лучший сценарий
- 2017: Премия «Оскар» за лучший адаптированный сценарий[8]

## Личная жизнь
МакКрейни — открытый гей.